# Zandverstuiving

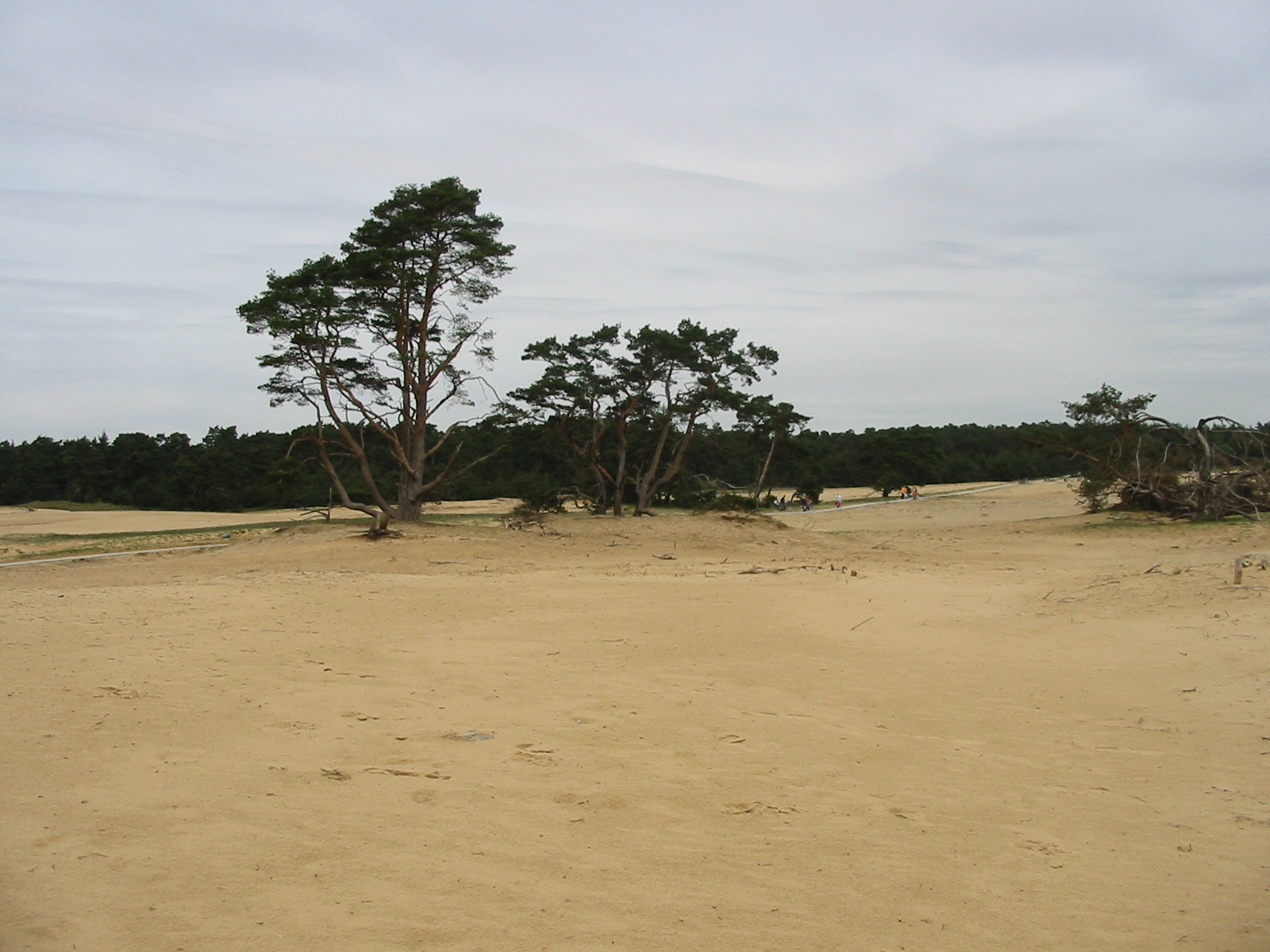
Zandverstuiving "De Pollen" op De Hoge Veluwe

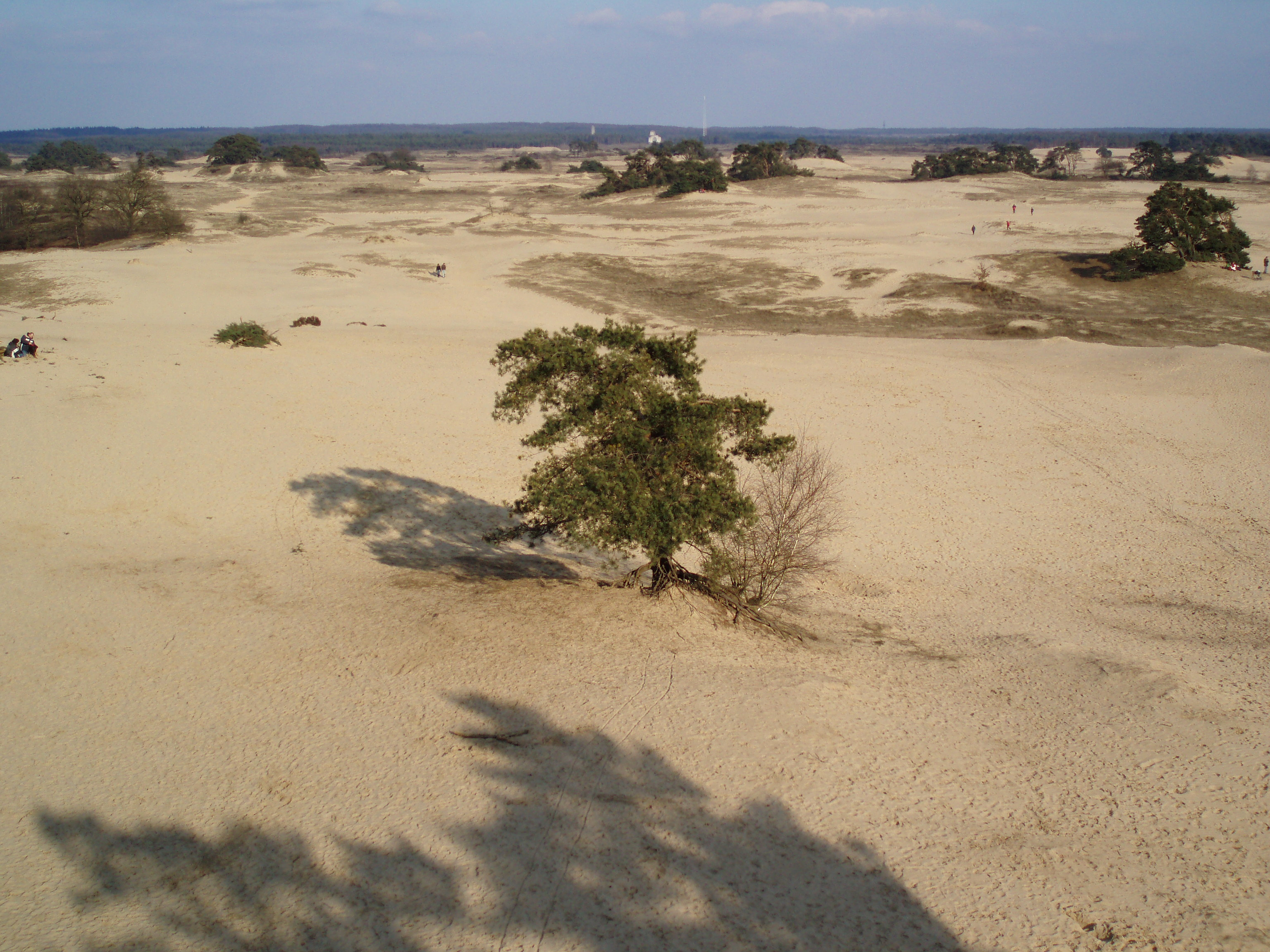
Het Kootwijkerzand

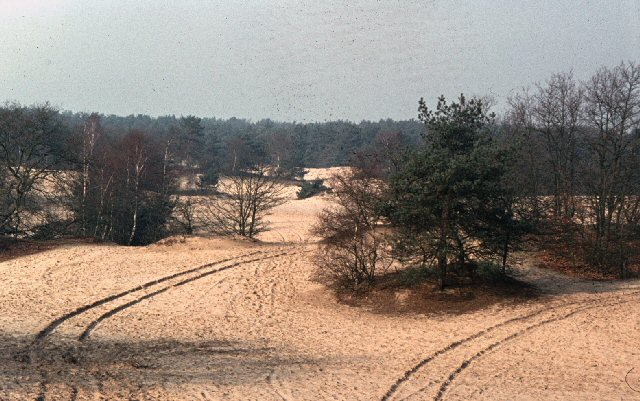
Nationaal Park Loonse en Drunense Duinen

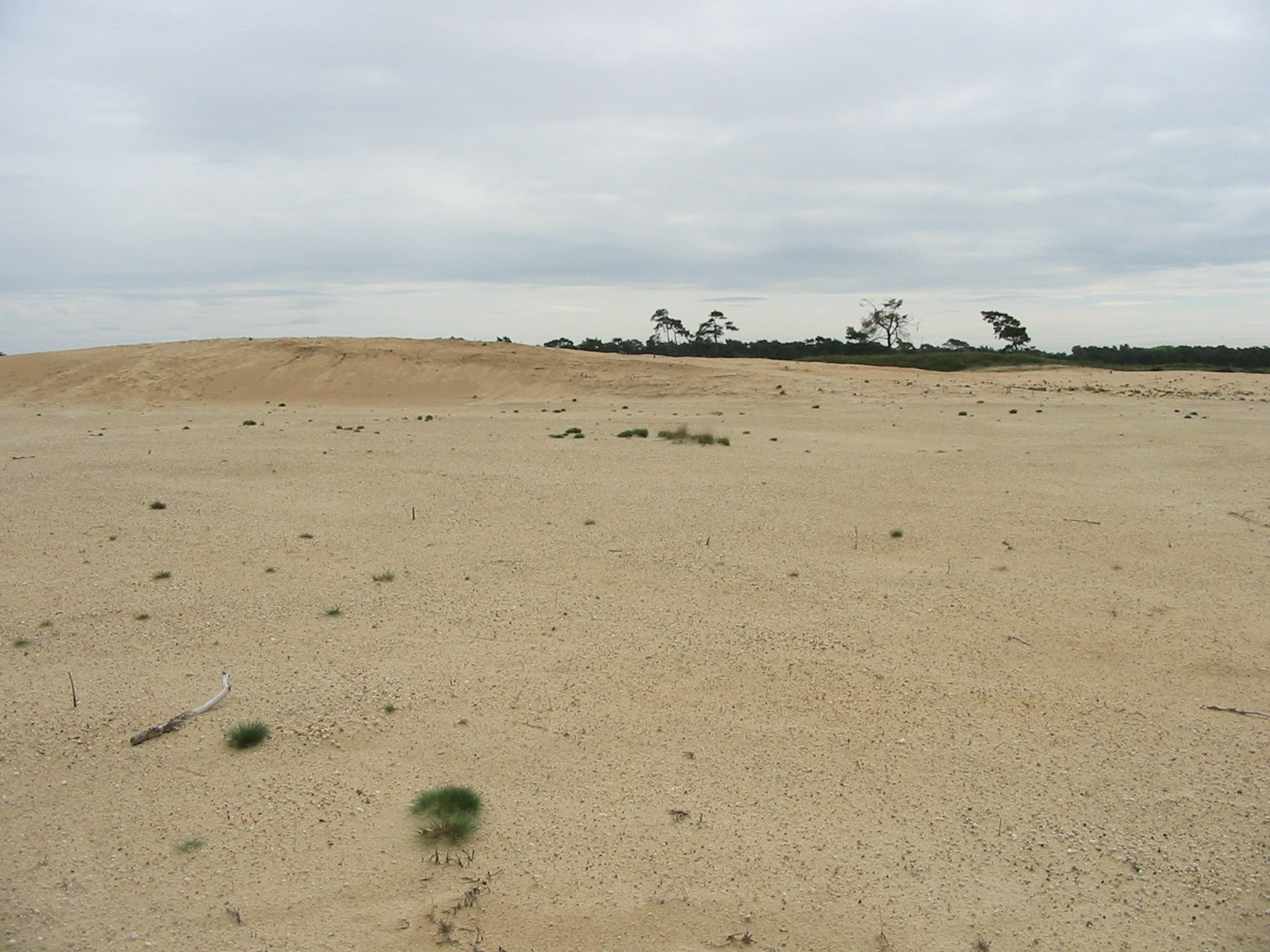
Een zandverstuiving met nieuw duin

Een zandverstuiving is een open plek in de heide of de duinen waar geen enkele begroeiing optreedt en waar het zand door de wind en het water (regenbuien) verstoven wordt. Echt stuivend zand is vrij zeldzaam en komt in Noordwest-Europa bijna niet voor. In Nederland is een aantal zandverstuivingen te vinden.

## Ontstaan
Zandverstuivingen ontstonden in het verleden doordat de heidevelden werden overbegraasd en te veel werden afgeplagd. De heideplaggen werden gebruikt in de potstal en als bemesting van het bouwland. Als er te veel werd geplagd kon de hei zich niet meer herstellen. Een andere schadelijke activiteit was het maken van soms honderden meters brede karrensporen.
De wind zorgde er dan voor dat het stuifzand zich steeds verder verspreidde waardoor de zandverstuiving steeds groter werd. In een grote zandverstuiving kunnen door de wind duinen ontstaan. Langs de rand van een zandverstuiving ligt meestal een hoge zandwal, waar het zand zich op verzamelt. Soms werden hele dorpen bedreigd door het oprukkende zand. Zo kon een enkele storm vanuit de zandverstuiving een oogst door een dunne zandlaag op de kwetsbare plantjes vernietigen.

## Strijd tegen het zand
Om het oprukkende zand aan banden te leggen werden er meerdere methodes toegepast. Wanneer er ergens een stuifkuil ontstaan was, werd er allereerst getracht het vegetatiedek te herstellen door de kuil te beleggen met nieuwe plaggen. Ook ging men omstreeks 1560 over tot het zaaien van zandhaver (Elymus arenarius). Deze bijzonder taaie grassoort is zeer geschikt voor het vangen van zand en komt alleen nog voor in de duinen, voornamelijk op de Waddeneilanden.
Voor het letterlijk binnen de perken houden van grotere zandverstuivingen en de bescherming van waardevolle gronden kent men al eeuwen de methode van het ‘besticken’. Hierbij werden rijen takken in de grond gestoken waar het zand tegenaan stoof. Door steeds weer een nieuwe takkenrij te plaatsen ontstonden hele zandwallen. Zo liet Jacobus Vriese, eigenaar van Den Aalshorst in de gemeente Dalfsen zijn in 1678 aangeschafte landerijen beschermen door de aanleg van ‘sticken’ ofwel stuifwallen. 
Zandverstuivingen besloegen in Nederland in de 19e eeuw een areaal van 78.600 hectare. Alleen al op een Gouvernementskaart van Gelderland uit 1815 komen 31 verschillende plaatsen met stuifzanden voor. Om het zand vast te leggen en de 'woeste gronden' nuttig te maken werden in vooral de provincies Gelderland, Drenthe en Noord-Brabant door onder andere het speciaal daartoe opgerichte Staatsbosbeheer grote gebieden met naaldhout beplant. Anno 2015 is nog 1400 hectare stuifzand over. Het beheer is erop gericht dat in stand te houden.

## De zandverstuiving als biotoop
Een zandverstuiving lijkt enigszins op een woestijn en wordt dan ook wel een "Atlantische woestijn" genoemd. In een zandverstuiving treden grote temperatuursverschillen op. Er komen een aantal bijzondere diersoorten voor, die daarop aangepast zijn, zoals de tapuit, boompieper en de boomleeuwerik. Deze vogels leven van de pioniersplanten en insecten die op de kale grond gedijen. Op de diepere vochtiger plekken in een zandverstuiving groeien ook wel korstmossen. Soms is het zand diep weggestoven tot op het niveau van het grondwater. Ter plaatse ontstaat dan een ven.
Een bijzonder insect dat in een zandverstuiving leeft is de mierenleeuw.

## Beheer

### Successie in zandverstuivingen
Pioniersplanten die zich in een zandverstuiving vestigen zijn buntgras en zandzegge. Daarna volgt ruig haarmos. Daarmee wordt het zand enigszins vastgelegd en kunnen er andere korstmossen verschijnen, en vervolgens enkele eenjarige planten, zoals heidespurrie (Spergula morisonii). In laagten tussen de duinen gaat heide groeien. Vroeger werden zandverstuivingen beteugeld door dennen te planten.

### Bescherming van zandverstuivingen
Zandverstuivingen zijn een Europees beschermd habitattype en omvat stuifzand en stuifzandheide. De grootste bedreiging van open stuifzand is het dichtgroeien met bomen, daarbij geholpen door de stikstofdepositie. Algen, mossen, korstmossen en hogere planten kunnen zo extra hard groeien in het van nature arme zand. Hierdoor wordt het zand meer en meer vastgelegd.
Beheermaatregelen kunnen zijn:
- het kappen van bos en daarna afgraven van de bodem op plekken waar vroeger open stuifzand was;
- het verwijderen van jonge boompjes.

## Voorbeelden van zandverstuivingen

### Veluwe
- Kootwijkerzand, bij Kootwijk. Met 700 hectare is dit het grootste stuifzandgebied van West-Europa.[1] Het stuifzand is goed te overzien vanaf Gebouw A (Radio Kootwijk) en vanaf een uitkijktoren op de zandverstuiving zelf.
- Het ten zuidoosten van het Kootwijkerzand gelegen Harskampse Zand, bij Harskamp, in gebruik als militair oefenterrein. Dit zandgebied herbergt ook de vennen Kempkesflesch en Gerritsflesch.
- Rozendaalse Zand, bij de Posbank, Nationaal Park Veluwezoom, aan de Beekhuizenseweg.
- Stroese Zand, bij Stroe, in gebruik als militair oefenterrein.
- De Haere, bij Elburg.
- Wekeromse Zand, bij Wekerom.
- Hulshorsterzand, bij Hulshorst.
- Beekhuizerzand, bij Harderwijk.

### Noord Brabant
- Nationaal Park De Loonse en Drunense Duinen
- Boschhuizerbergen
- Sint Anthonisbos
- Zandverstuiving Rosmalen
- Bedafse Bergen nabij Uden
- Oudmeer bij Son
- Herpse Bossen, in de volksmond ook wel Herperduin
- Oirschotse Heide, in gebruik als militair oefenterrein
- De Zwaanse Bergen, op de Brouwhuissche Heide nabij Helmond
- In het Bakelsbosch in Helmond
- Grenspark Kalmthoutse Heide

### Overig
- Langs de Waal, in het natuurgebied Millingerwaard (bij Millingen aan de Rijn), krijgt het zand weer de kans om te gaan stuiven; er zijn zo weer natuurlijke rivierduinen ontstaan.
- Brunssummerheide, Limburg
- Aekingerzand in het Nationaal Park Drents-Friese Wold
- De Sahara in de boswachterij Ommen
- Soester Duinen, Utrecht
- Weerterbergen, in gebruik als militair oefenterrein
- Duinengordel, in Vlaanderen
- In de Brand, bij Hechtel in Vlaanderen

Zandverstuiving Balloërveld. Ontstaan op een kruispunt van wegen waar tanks keerden in de tijd dat er een oefenterrein van Defensie was gevestigd.

- Sleenerzand, bij Noord-Sleen
- Zuiderheide (Noord-Holland)